# Generalinspektion des Militärerziehungs- und Bildungswesens
Die Generalinspektion des Militärerziehungs- und Bildungswesens war eine militärische Behörde der Preußischen Armee.

## Geschichte
Die Generalinspektion wurde durch AKO vom 26. Dezember 1819 in Berlin gebildet. Sie war zunächst die oberste Leitung der Allgemeinen Kriegsschule, des Kadettenkorps sowie des Präsidiums der Militärstudienkommission. Durch AKO vom 13. Juni 1825 erhielt die Generalinspektion die Oberaufsicht über die Divisionsschulen, die Vereinigte Artillerie- und Ingenieurschule und 1837 auch das Präsidium der Obermilitärexaminationskommission.
Durch die Vermehrung der Kriegsschulen trat zum 1. Januar 1875 die neugeschaffene Inspektion der Kriegsschulen zwischen die Generalinspektion und die Kriegsschulen. Zum 21. November 1872 schied die Kriegsakademie und zum 5. Januar 1882 die Vereinigte Artillerie- und Ingenieurschule aus dem Befehlsbereich der Generalinspektion.
1914 war der Generalinspektion unterstellt:
- die Militärtechnische Akademie,
- die Obermilitärprüfungskommission,
- die Inspektion der Kriegsschulen und
- das Kommando des Kadettenkorps

Die Generalinspektion wurde von einem Generalinspekteur angeführt, der ab dem 3. Mai 1878 den Rang und die Gebührnisse eines Kommandierenden Generals innehatte.

## Generalinspekteure
| Dienstgrad                             | Name                              | Datum                                                   |
| -------------------------------------- | --------------------------------- | ------------------------------------------------------- |
| Generalleutnant                        | Otto von Pirch                    | 26. Dezember 1819 bis 26. Mai 1824                      |
| Generalleutnant                        | Karl Friedrich von Holtzendorff   | 13. Juni 1825 bis 29. September 1828                    |
| Generalleutnant                        | Georg Wilhelm von Valentini       | 05. Oktober 1828 bis 6. August 1834                     |
| Generalleutnant/General der Infanterie | Hans von Luck                     | 02. Oktober 1834 bis 22. Mai 1844                       |
| Generalleutnant                        | Otto August Rühle von Lilienstern | 23. Mai 1844 bis 1. Juli 1847                           |
| Generalleutnant                        | Ludwig von Below                  | 0Juli 1847 bis 19. Juli 1848 (in Vertretung)            |
| Generalleutnant                        | Karl von Reyher                   | 24. Oktober 1848 bis 18. November 1850 (in Vertretung)  |
| Generalleutnant                        | Karl Friedrich von Selasinsky     | 19. November 1850 bis 17. November 1851 (in Vertretung) |
| Generalleutnant                        | Karl von Reyher                   | 18. November 1851 bis 2. August 1852 (in Vertretung)    |
| Generalleutnant                        | Joseph von Radowitz               | 03. August 1852 bis 25. Dezember 1853                   |
| Generalleutnant/General der Infanterie | Eduard von Peucker                | 06. April 1854 bis 20. November 1872                    |
| Generalleutnant/General der Kavallerie | Albert von Rheinbaben             | 21. November 1872 bis 22. Oktober 1880                  |
| Generalleutnant/General der Infanterie | Otto von Strubberg                | 23. Oktober 1880 bis 23. März 1890                      |
| Generalleutnant/General der Infanterie | Alfred von Keßler                 | 24. März 1890 bis 19. Januar 1898                       |
| General der Infanterie                 | Richard von Funck                 | 27. Januar 1898 bis 10. September 1903                  |
| Generalleutnant                        | Oskar von Hugo                    | 11. September 1903 bis 9. April 1906                    |
| Generalleutnant/General der Kavallerie | Curt von Pfuel                    | 10. April 1906 bis 11. März 1910                        |
| General der Infanterie                 | Alfred von Haugwitz               | 12. März 1910 bis 2. März 1914                          |
| General der Infanterie                 | Gustav von Oertzen                | 03. März bis 2. August 1914                             |
| Generalleutnant                        | Arthur von Gabain                 | 18. Januar bis 25. Juni 1919                            |